# Dolichovespula stigma
Dolichovespula stigma är en getingart som beskrevs av Lee 1986. Dolichovespula stigma ingår i släktet långkindade getingar, och familjen getingar. Inga underarter finns listade i Catalogue of Life.